# Ашраф Дарі
Ашраф Дарі (араб. أشرف داري, нар. 6 травня 1999, Касабланка) — марокканський футболіст, центральний захисник французького «Бреста» і національної збірної Марокко.

## Клубна кар'єра
У дорослому футболі дебютував 2017 року виступами за команду «Відад» (Касабланка), в якій провів п'ять сезонів, взявши участь у 140 матчах чемпіонату. Більшість часу, проведеного у складі «Відада», був основним гравцем захисту команди, яка за цей час тричі ставала чемпіоном Марокко, а 2022 року виграла Лігу чемпіонів КАФ.
Влітку 2022 року за 2,7 мільйона євро перейшов до французького «Бреста», де став одним з основних центральних захисників команди.

## Виступи за збірні
2017 року залучався до складу молодіжної збірної Марокко. На молодіжному рівні зіграв у 5 офіційних матчах, забив 1 гол.
2021 року дебютував в офіційних матчах у складі національної збірної Марокко. Наступного року був включений до її заявки на чемпіонат світу 2022 в Катарі.

## Титули й досягнення
- Чемпіон Марокко (3):

«Відад» (Касабланка): 2018–2019, 2020–2021, 2021–2022
- Переможець Ліги чемпіонів КАФ (1):

«Відад» (Касабланка): 2021–2022